# 比安卡·德尔卡雷托

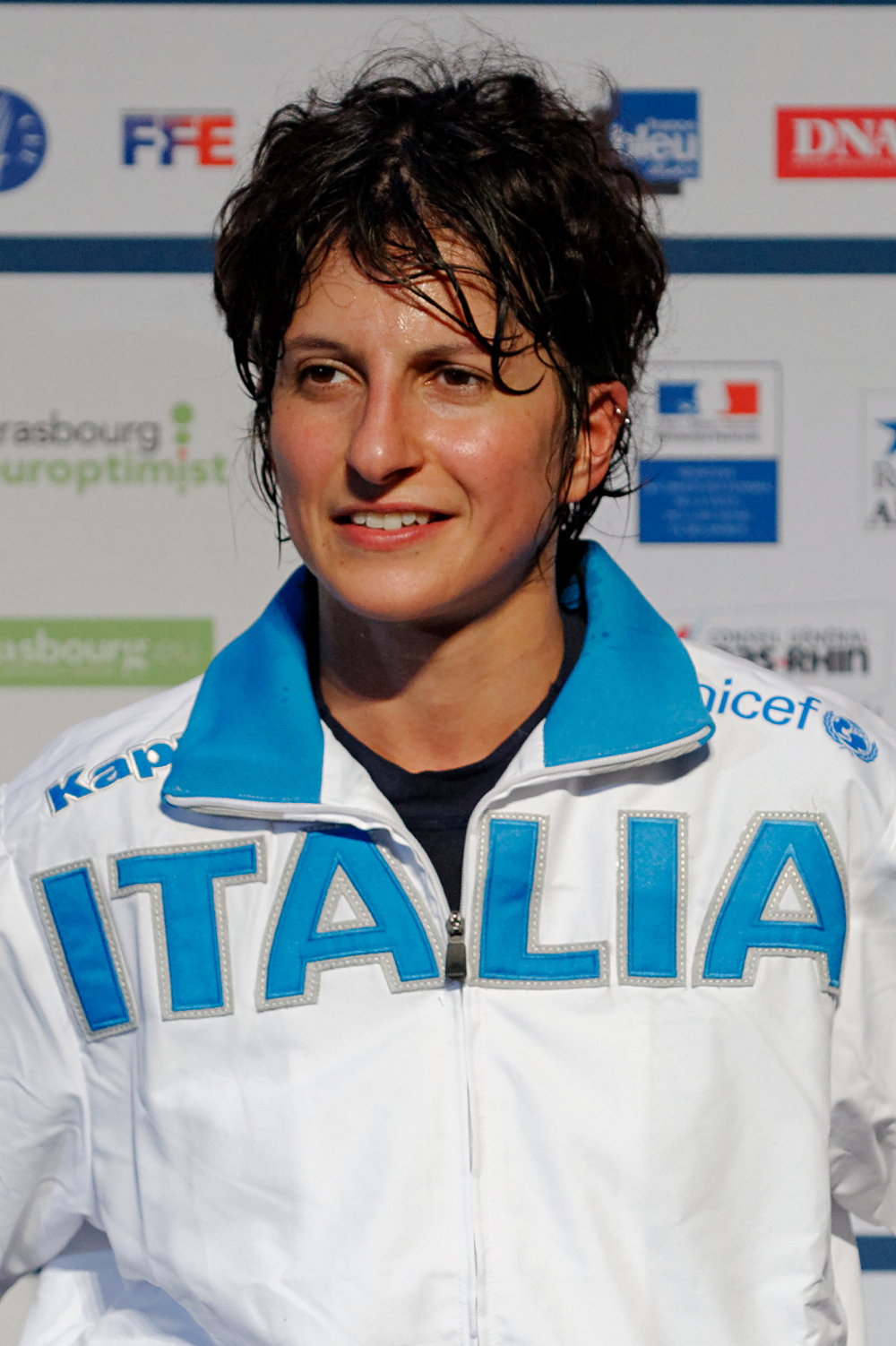
比安卡·德尔卡雷托

比安卡·德尔卡雷托（義大利語：Bianca Del Carretto，1985年8月28日—），意大利女子击剑运动员。她曾代表意大利参加2012年夏季奥林匹克运动会击剑比赛女子个人重剑和女子团体重剑两个小项。